# Sławomir Chmura
Sławomir Chmura (Warschau, 5 november 1983) is een Pools langebaanschaatser, met name goed op de lange afstanden.
Sławomir Chmura maakte zijn internationale schaatsdebuut bij een wereldbekerwedstrijd in november 2004. In januari 2007 deed hij voor het eerst mee aan een internationaal kampioenschap. In Collalbo werd de Pool 21e bij het EK Allround. In 2010 werd hij in Vancouver 16e op de Olympische 5000 meter, zijn laatste optreden op een wereldkampioenschap was bij de 5000 meter van de WK afstanden 2011 waar hij 20e werd.

## Persoonlijk records
| Afstand     | Tijd     | Datum            | Baan           |
| ----------- | -------- | ---------------- | -------------- |
| 500 meter   | 38,20    | 24 januari 2007  | Calgary        |
| 1000 meter  | 1.14,02  | 24 januari 2007  | Calgary        |
| 1500 meter  | 1.52,07  | 13 januari 2007  | Collalbo       |
| 3000 meter  | 3.48,14  | 5 november 2005  | Calgary        |
| 5000 meter  | 6.23,99  | 12 december 2009 | Salt Lake City |
| 10000 meter | 13.27,25 | 19 februari 2011 | Salt Lake City |

## Resultaten
| Jaar | EK Allround | WK Afstanden          | Olympische Spelen |
| ---- | ----------- | --------------------- | ----------------- |
| 2007 | NC21        | 20e 5000m             |                   |
| 2008 | NC27        | 21e 5000m             |                   |
| 2009 | NC21        | 14e 5000m 12e 10.000m |                   |
| 2010 |             |                       | 16e 5000m         |
| 2011 |             | 20e 5000m             |                   |